# Giovanni Meloni
Giovanni Meloni (Sassari, 15 marzo 1942) è un politico italiano.

## Biografia
Viene eletto deputato nel 1996 per il Partito della Rifondazione Comunista nella XIII Legislatura. Nell'autunno 1998 aderisce al Partito dei Comunisti Italiani, con il quale si candida alle elezioni europee del 1999, senza essere eletto.
Alle elezioni politiche del 2001 è ricandidato alla Camera per la coalizione de L'Ulivo nel collegio uninominale di Sassari, ma non viene rieletto per poche centinaia di voti.
Nel 2009 aderisce a Sinistra Ecologia e Libertà, di cui è coordinatore provinciale a Sassari.